# Минамата
Вижте пояснителната страница за други значения на Минамата.
Минамата (на японски: 水俣市, по английската система на Хепбърн: Minamata-shi, Минамата-ши) е град, намиращ се в префектура Кумамото, Япония. Намира се на западния бряг на остров Кюшу и е срещу островите Амакуса. Минамата е основан като село през 1889 г., обявен е за малък град през 1912 г. и се разраства до град през 1949 г. Към март 2017 г. градът има приблизително население от 25 310 души и гъстота на населението от 160 д./km². Общата му площ е 162,88 km².
Минамата е известен с болестта минимата – неврологично заболяване, причинено от отравяне с живак. Заболяването е открито през 1956 г. Местен химически завод е обвинен, че е причинил заболяването, като дълго време е изпускал непречистени отпадъчни води в залива Минамата.
Напоследък Минамата се фокусира върху превръщането си в образцов екологичен град. През 1999 г. градът получава сертификат за съответствие с изискванията на стандарта ISO 14001 за управление на околната среда. През 2001 г. Минамата става официален японски екоград. През 2004 и 2005 г. Минамата печели японския конкурс за най-добър екоград.

## Побратимени градове
- Девънпорт, Австралия, от 1996 г.